# Dascha Dauenhauer

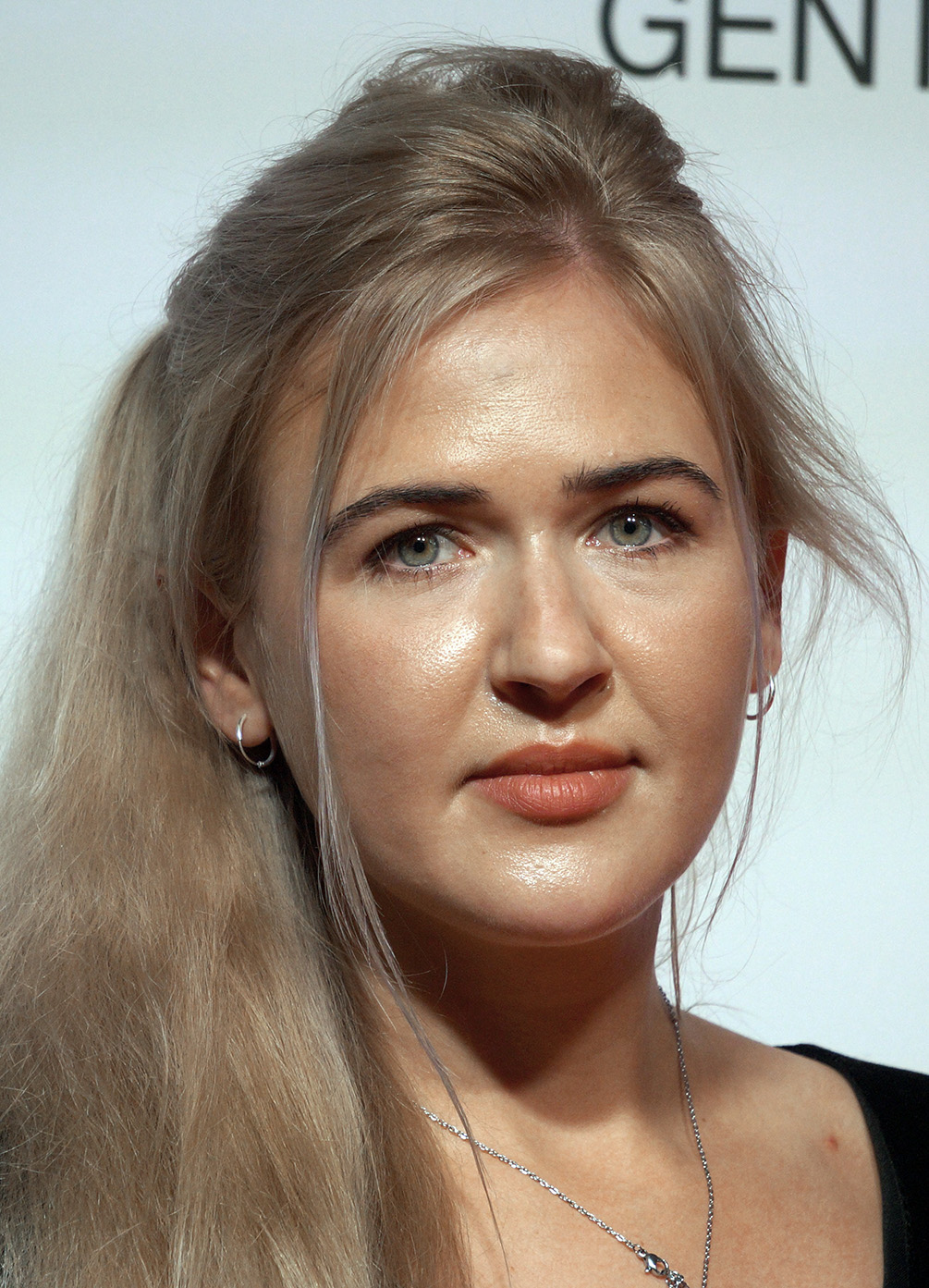
Dascha Dauenhauer, 2020

Dascha Dauenhauer (* 10. April 1989 in Moskau) ist eine deutsche Filmkomponistin.

## Leben
Im Alter von fünf Jahren begann Dascha Dauenhauer mit dem Klavierspielen. Wenig später erhielt sie Klavier- und Kompositionsunterricht am Moskauer Musik-Konservatorium bei Schatkowski.
Mit sieben Jahren siedelte sie mit ihrer Familie nach Berlin über und vertiefte ihre Ausbildung. Mit elf Jahren wurde sie an der „Akademie für hochbegabte Kinder und Jugendliche“ in Berlin aufgenommen und erhielt Kompositionsunterricht bei Thomas Herrmann. Mit zwölf Jahren wurde sie Jungstudentin an der Hochschule für Musik „Hanns Eisler“ Berlin und studierte Klavier bei Birgitta Wollenweber. Parallel bekam sie Kompositionsunterricht am Julius Stern Institut bei Jolyon Brettingham Smith.
Es entstanden eigene Werke, darunter vor allem kammermusikalische und solistische Besetzungen. Es folgten Konzertauftritte mit eigenen Stücken. Unter anderem wurde ihr Orchesterstück „Sinfonietta“ 2004 in der Berliner Philharmonie uraufgeführt.
Als 17-Jährige begann Dauenhauer ein Diplomstudium in Musiktheorie an der Universität der Künste Berlin bei Hartmut Fladt. Nach ihrem Diplomabschluss startete sie 2015 den aufbauenden Masterstudiengang „Filmmusik“ an der Filmuniversität Babelsberg bei Ulrich Reuter und Karim Sebastian Elias.
Dauenhauer arbeitet seither als Filmkomponistin. Bereits im Jahr 2018 wurde sie für ihre Arbeit als Filmkomponistin in drei Kategorien für den Deutschen Filmmusikpreis nominiert. Für ihre Musik zu Burhan Qurbanis Spielfilm Berlin Alexanderplatz wurde sie 2020 mit dem Deutschen Filmpreis und dem Europäischen Filmpreis ausgezeichnet.
2022 gewann sie den Musikautor*innenpreis der GEMA in der Kategorie Komposition Audiovisuelle Medien.
Für ihre Filmmusiken zu den im Jahr 2025 veröffentlichten Kinofilmen Islands von Jan-Ole Gerster und Kein Tier. So Wild von Burhan Qurbani erhielt sie eine Doppel-Nominierung beim Deutschen Filmpreis. Sie gewann den Preis schließlich für Islands ein zweites Mal.
Dascha Dauenhauer lebt in Berlin.

## Filmografie (Auswahl)
- 2015: Weltraummusik; Kurzspielfilm; Regie: Lars Ostmann
- 2015: UMUT; Kurzspielfilm; Regie: David Groß
- 2016: It should be easy; Mockumentary; Regie: Riccarda Schemann
- 2016: Have a Nice Dog; Animationsfilm; Künstler: Jalal Maghout[9]
- 2016: Skywriters; Dokumentarfilm; Regie: Nils Otte[10]
- 2017: Trailer für das „Filmfestival Cottbus“; Regie: Anne Thieme[11]
- 2017: Love Me, Fear Me; Animationsfilm; Künstlerin: Veronica Solomon[12]
- 2017: Monday – A German Lovestory; Kurzspielfilm; Regie: Sophie Linnenbaum[13]
- 2017: Holger; Kurzspielfilm; Regie: Pavel Mozhar
- 2017: m2verwachsen; Kurzspielfilm; Regie: Gloria Dürnberger Stern
- 2018: Kindsein – Ich sehe was, was Du nicht siehst!; Dokumentarfilm; Regie: Lilian Nix[14]
- 2018: Jibril; Langspielfilm; Regie: Henrika Kull[15]
- 2018: Adelheid, Kornelius und die Töde; Dokumentarfilm; Regie: Kirstin Schmitt[16]
- 2018: Tonali-Wettbewerb; Präsentationsfilm; Regie: Marian Freistühler
- 2018: Über das Ende hinaus; Kurzspielfilm; Regie: Gloria Dürnberger Stern
- 2019: Interstate 8; Kurzspielfilm; Regie: Anne Thieme
- 2019: Lovemobil; Dokumentarfilm; Regie: Elke Margarete Lehrenkrauss
- 2020: JULKA UND JULIE; Kurzspielfilm 3sat; Regie Gloria Dürnberger Stern
- 2020: Berlin Alexanderplatz; Langspielfilm; Romanverfilmung; Regie: Burhan Qurbani
- 2021: Glück; Langspielfilm; Regie: Henrika Kull
- 2021: The Case You; Dokumentarfilm; Regie: Alison Kuhn
- 2021: Evolution
- 2021: Blood Red Sky
- 2022: Souls (Fernsehserie)
- 2023: Der Schwarm (Fernsehserie)
- 2023: Golda – Israels Eiserne Lady (Golda)
- 2023: Tatami
- 2023: Deutsches Haus (Fernsehfünfteiler)
- 2024: Eine Million Minuten; Regie: Christopher Doll
- 2025: Islands; Regie: Jan-Ole Gerster
- 2025: Kein Tier. So Wild.

## Auszeichnungen
- Mehrfache Preisträgerin der Wettbewerbe „Jugend musiziert“ und „Jugend komponiert“
- Deutscher Filmmusikpreis 2018: Gewinnerin in den Kategorien „Nachwuchs“ und „Beste Musik“ im Kurzfilm für die Musik aus dem Animationsfilm von Veronica Solomon Love Me, Fear Me.[17]
- Nominierung auf dem Max-Ophüls-Filmfestival 2018 für die beste Filmmusik für Kindsein – Ich sehe was, was du nicht siehst! (Regie: Lilian Nix).
- Nominierung beim Deutschen Filmmusikpreis 2018 in der Kategorie „Bester Song im Film“ Für Yella Hayat aus dem Film „Jibril“ (Henrika Kull)
- Gewinnerin beim Moscow International Documentary Film Festival 2020 in der Kategorie Best Sound für Lovemobil
- Nominierung für den World Soundtrack Award 2020 in der Kategorie Discovery of the Year für die Musik von Berlin Alexanderplatz
- Preis der deutschen Filmkritik 2020 in der Kategorie Beste Musik für Berlin Alexanderplatz
- Deutscher Filmpreis 2020 für Berlin Alexanderplatz (Beste Filmmusik)
- Europäischer Filmpreis 2020 – Jurypreis für Berlin Alexanderplatz (Beste Filmmusik)
- Filmfestival Max Ophüls Preis 2021 – Beste Musik in einem Dokumentarfilm für The Case You
- Cannes International Series Festival 2022 – Best Music für Souls
- 2022: Deutscher Musikautorenpreis in der Kategorie Komposition Audiovisuelle Medien[18]
- Nominierung für den World Soundtrack Award 2023 in der Kategorie Discovery of the Year für die Musik von Golda[19]
- Deutscher Filmpreis 2025 für Islands (Beste Filmmusik)